# پرتره یک راهب کرثوزی
پُرترهٔ یک راهب کرثوزی (انگلیسی: Portrait of a Carthusian) تصویر یک راهب کارثوزی (کارثوزیسم شاخه ای از مسیحیت کاتولیک می‌باشد که توسط سن برونو در قرون وسطی بنیاد نهاده شد) یک نقاشی رنگ و روغن است که توسط نقاش اولیه هلندی پتروس کریستوس در ۱۴۴۶ به تصویر کشیده شده‌است. این اثر بخشی از کلکسیون ژول باخ است که در موزه هنر متروپولیتن شهر نیویورک نگهداری می‌شود.
این اثر یک شاهکار از نقاشی‌های هلندی اولیه است و نمونه بارز و برجسته‌ای از سبک توهم تصویری (Trompe l’oeil) در نقاشی است.

## تاریخچه

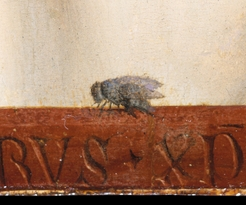
جزئیات یک مگس بر روی قاب. این اثر یک شاهکار از نقاشی‌های هلندی اولیه است و نمونه بارز و برجسته‌ای از سبک توهم تصویری (Trompe l’oeil) در نقاشی است.

وقتی در سال ۱۹۴۴ موزه هنر متروپولیتن تصویر یک راهب کارثوزی را به دست آورد هاله‌ای در اطراف سر راهب وجود داشت. مع‌هذا هاله‌ها در نقاشی‌های هلندی اولیه بسیار نادر هستند و وجود این هاله در این تصویر معروف مدت‌ها بود که مشمول شک و گمانه زنی بود. سرانجام در سال ۱۹۹۴ در آماده‌سازی برای نمایشگاه نقاشی‌های پتروس کریستوس: استاد نقاشی رنسانس از شهر بروگس، صحت هاله توسط هیئتی از متخصصین هلندی اولیه تعیین تکلیف شد. این تیم به‌طور کلی تأیید کردند که این هاله که تقلید از یک سبک ایتالیایی بوده‌است احتمالاً در قرن هفدهم در اسپانیا به تصویر اضافه شده‌است. بعداً این نقاشی به کلکسیون دون رامون دو امس نایب السلطنه مایورکا تعلق گرفت و وی این اثر را در سال ۱۹۱۱ به ژول باخ کارخانه‌دار آمریکایی فروخت. این تیم توصیه کردند که هاله از بین برود تا نقاشی از نظر زیبایی شناختی اصیل تر شود. کریستوس یکی از اولین نقاشان هلندی بود که واقعاً با توهم فضا و نور بازی می‌کرد. با این حال اضافه شدن هاله بیننده را وادار به نگاه به پیش زمینه می‌کرد و بنابراین فضای نقاشی را به شکلی که کریستوس هرگز در نظر نگرفته بود تنظیم می‌کرد. نتیجتاً هاله برداشته شد. از زمان حذف هاله موزه هنر متروپولیتن نیویورک به دنبال حذف سایر هاله‌های مشکوک از آثار کریستوس، که مهمترین آنها «تصویر یک زرگر» است می‌باشد.